# Saint-Sylvestre, Haute-Savoie
Saint-Sylvestre är en kommun i departementet Haute-Savoie i regionen Auvergne-Rhône-Alpes i sydöstra Frankrike. Kommunen ligger i kantonen Alby-sur-Chéran som tillhör arrondissementet Annecy. År 2022 hade Saint-Sylvestre 598 invånare.

## Befolkningsutveckling
Antalet invånare i kommunen Saint-Sylvestre
| Referens: INSEE |